# Drienica
Drienica és un poble i municipi d'Eslovàquia. Es troba a la regió de Prešov, al nord del país.

## Història
La primera referència escrita de la vila data del 1343.

## Demografia
| Godina             | 1994 | 2004   | 2014   | 2024   |
| ------------------ | ---- | ------ | ------ | ------ |
| Nombre de persones | 671  | 691    | 734    | 758    |
| Diferència         |      | +2,98% | +6,22% | +3,26% |

| Godina             | 2023 | 2024   |
| ------------------ | ---- | ------ |
| Nombre de persones | 771  | 758    |
| Diferència         |      | −1,68% |

## Viles agermanades
- Dubovica, Eslovàquia
- Hubošovce, Eslovàquia
- Jakubovany, Eslovàquia
- Peretxín, Ucraïna
- Šarišské Sokolovce, Eslovàquia
- Uzovce, Eslovàquia
- Wiśniew, Polònia